# Celtas Cortos
Celtas Cortos (spanisch für die kurzen/kleinen Kelten) ist eine spanische Rockband mit starken Irish-Folk-Einflüssen. Ebenso ergaben sich im Laufe der Zeit Berührungen mit Metal, Ska, Flamenco, Son Cubano und sogar Techno.

## Bandgeschichte
Gegründet wurden sie im Jahr 1986 in Valladolid. Hervorgegangen sind sie aus der Band Almenara. Zu den vier Mitgliedern dieser Gruppe gesellten sich vier weitere hinzu, um an einem Musikwettbewerb teilzunehmen. Diesen gewannen sie noch unter dem Namen Colectivo Eurofolk, welchen sie später in Celtas Cortos änderten.
Die Aufnahmen zu ihrem ersten Album gewannen sie auf einem weiteren Wettbewerb im April 1987. Allerdings mussten sie sich die CD noch mit zwei anderen Gewinnern (Ágora und Yedra) teilen. Zu hören ist das Ergebnis auf der Scheibe Así es como suena: folk joven.
Das erste selbständige noch rein instrumentale Album Salida de emergencia wurde unter Mithilfe von Paco Martín aufgenommen. Auf dem zweiten Album Gente Impresentable steuerte Jesús H. Cifuentes (Cifu) die Texte und den Gesang bei. Der keltische Rockstil wurde schließlich verbunden mit politikkritischen und melancholischen Texten. Im Laufe der Zeit kamen dazu noch Einflüsse aus karibischer Musik, Flamenco, Elektro oder auch Reggae. Bekannt sind die Celtas Cortos unter anderem für ihre Hits 20 de Abril, La senda del tiempo oder Tranquilo Majete.
Im Jahr 2002 kam es zu einem Wendepunkt in der Bandgeschichte, als nach César Cuenca und Nacho Martín auch Cifu die Band verließ. Er kehrte jedoch 2006 zur Band zurück, um mit ihnen 20 Jahre nach Bandgründung das Album 40 de Abril aufzunehmen.

## Diskografie

### Alben
- 1988: Así es como suena: folk joven
- 1989: Salida de emergencia
- 1989: Rock Celta (ES: Platin)[2]
- 1990: Gente impresentable (ES: ×2Doppelplatin )
- 1991: Cuéntame un cuento (ES: Platin)
- 1993: Tranquilo majete (ES: ×2Doppelplatin )
- 1995: ¡Vamos!
- 1996: En estos días inciertos (ES: ×2Doppelplatin )
- 1997: Nos vemos en los bares (ES: ×3Dreifachplatin )
- 1998: El alquimista loco
- 1999: The Best of (Recopilatorio)
- 1999: Tienes la puerta abierta (ES: Platin)
- 2001: Grandes éxitos, pequeños regalos (ES: Platin)
- 2002: Gente distinta (Recopilatorio)
- 2003: C’est la vie
- 2004: Celtificado
- 2006: 20 soplando versos
- 2008: 40 de Abril
- 2010: Introversiones
- 2012: Vivos & Directos
- 2014: Contratiempo
- 2016: In Crescendo
- 2018: Energía Postiva

### Singles (Auswahl)
- 1990: La senda del tiempo (ES: Platin)
- 1991: 20 de abril (ES: ×2Doppelplatin )
- 1991: Cuéntame un cuento (ES: Platin)
- 2008: Retales de una vida (ES: Gold)